# 高畑結希
高畑 結希（たかはた ゆうき、1995年〈平成7年〉7月18日 - ）は、日本の女優・タレント。女性アイドルグループSKE48の元メンバー。
香川県坂出市出身。ゼスト所属。旧芸名・本名は髙畑 結希。

## 来歴
2013年に、四国アイランドリーグplusの地元球団である香川オリーブガイナーズの公式イメージガール「ハニーオリーブ」のメンバーとなり、2年間活動する。
その後会社員として働くが、後述の通りSKE48に合格したため会社を辞め名古屋へ。
2015年
- 3月15日、「SKE48 第7期生オーディション」に合格し、3月22日にSKE48ニコ生特番において、7期生として初めてお披露目される。

2016年
- 11月20日、愛知県芸術劇場で行われた「みんなが主役! SKE48 59人のソロコンサート～未来のセンターは誰だ?～」2日目夜公演で、正規メンバーへの昇格とチームEへの所属が発表され[5]、12月1日に正式にチームEとしての活動を開始する[6]。

その後、2017年に行われたAKB48 49thシングル 選抜総選挙では15,804票を獲得して第78位に、AKB48 53rdシングル 世界選抜総選挙では21,082票を獲得して第68位にランクインする。
2020年
- 1月15日、SKE48の26thシングル『ソーユートコあるよね?』で、シングル表題曲選抜に初選出される[7]。

2021年
- 4月2日、自身の冠番組である「はたごん＆まりかのじょんならんラジオ」がFM香川でスタート[8]、同年11月21日にはクックパッドアカウントを開設し[9]、料理のレシピを発表するなど多方面に活動を広げていく。

2024年
- 3月28日、チームE 6th Stage「声出していこーぜ!!!」公演で、SKE48からの卒業を発表する[10]。
- 6月30日、チームE「声出していこーぜ!!!」髙畑結希卒業公演を行い、SKE48としての活動を終了[10][11]。卒業後も引き続きゼストに在籍する[10]。

## 人物
- キャッチフレーズは「みんな、はたごんと一緒にうどん食べに行く？ (行くー！)」を用いている[12]。
- メンバーカラーは青と白[12]。
- 好きな食べ物は讃岐うどん、焼き鳥、魚、パイナップルとなっている[12]。
- 愛称の「社長」はかつて会社員として働いていた経験を基に自分とファンを「髙畑商事」の社長と社員と例えたのがきっかけである[4]。

## 参加曲

### シングルCD選抜曲

#### SKE48
- 「金の愛、銀の愛」に収録
  - いい人いい人詐欺 - やんちゃな天使とやさしい悪魔名義
- 「意外にマンゴー」に収録
  - オレトク - Team E名義
- 「無意識の色」に収録
  - 触らぬロマンス - サクララブレター32名義
- 「いきなりパンチライン」に収録
  - 君はラムネ - Team E名義
  - 大人の世界 - B・ラヴィエール名義
- 「Stand by you」に収録
  - 入り口 - Team E名義
  - 神様は見捨てない
- 「FRUSTRATION」に収録
  - 人生の無駄遣い - 紅組名義（センター）
- ソーユートコあるよね?
- 恋落ちフラグ
- あの頃の君を見つけた
- 心にFlower
- 絶対インスピレーション
- 好きになっちゃった
  - 語り合うことから始めよう - Team E名義
- 愛のホログラム
  - 岸辺の少女よ - Team E名義

#### AKB48
- 「＃好きなんだ」に収録
  - 月の仮面 - アップカミングガールズ名義
- 「センチメンタルトレイン」に収録
  - ひと夏の出来事 - アップカミングガールズ名義

### アルバムCD選抜曲
- 「革命の丘」に収録
  - てっぺんとったるて!

### その他の参加楽曲
- みんなスター - SKE48名義
「Thank You Disney」の収録曲

## 出演

### テレビドラマ
- 恋のえなじー〜power saving for romance〜（2023年2月7日 - 28日、テレビ愛知） - 工藤結衣 役[13]

### ラジオ
- はたごん&まりかのじょんならんラジオ（2021年4月2日 - 2024年3月29日、FM香川）[8]
- さわやかラジオ ラ・フレッシュ（2025年5月21日 - 、RNC西日本放送） - コーナー「高畑結希のタカハタイム」[14]

### 舞台
- オイスターズ 第26回公演「ちちんち」（2022年10月29日 - 31日、愛知県芸術劇場 小ホール / 11月18日 - 20日、王子小劇場）※主演[15]
- TOKAI RADIO×演劇組織KIMYO collabo produce 舞台「エゴ・サーチ」（2024年1月12日 - 14日、メニコン シアターAoi） - 小田切美保 役[16]
- 麗和落語〜二〇二四 春の陣〜（2024年3月20日、武蔵野芸能劇場 小劇場）
- 甘美なる誘拐（2024年9月13日 - 16日、シアター1010） - 長尾春香 役[17]
- オイスターズ 第28回公演「父、腐る」（2024年11月1日 - 3日、駅前劇場 / 11月7日 - 10日、愛知県芸術劇場 小ホール） - 主演[18]
- 30-DELUX NAGOYA「国性爺合戦〜虎が目覚めし刻」（2024年12月13日 - 15日、青少年文化センター） - 小むつ 役[19]
- TOKAI RADIO PRODUCE 舞台「パコ〜from ガマ王子vsザリガニ魔人」（2025年2月22日 - 24日、メニコン シアターAoi / 3月8日、サンポートホール高松） - 光岡 役[20]
- 株式劇団マエカブ2025年本公演「浮世の国のアリス〜燕子花〜」（2025年6月7日 - 8日、坂出市民ホール） - 赤の花魁 役[21]

### イベント等
- 坂出警察署一日署長（2023年1月17日）[22]